# دایرةالمعارف هنر
دائرةالمعارف هنر عنوان کتابی است که رویین پاکباز نوشته و در ایران توسط انتشارات فرهنگ معاصر چاپ شده‌است.
مطالب اصلی این دائرةالمعارف مربوط به نقاشی، مجسمه‌سازی و هنر گرافیک است. اطلاعاتی در زمینه‌های خوشنویسی، سفال‌گری، موزائیک و معماری نیز در این کتاب ارائه شده‌است.
دائرةالمعارف هنر شامل ۲۸۵۵ مدخل، ۸۴۴ تصویر سیاه و سفید و ۱۶۰ تصویر رنگی است.
این کتاب شامل یک بخش اصلی (بدنه) و سه بخش فرعی (پیوست) است، که هر یک از این بخش‌ها، ترتیب الفبای جداگانه دارد:
بدنه‌اصلی شامل موضوعاتی از قبیل نقاشان، پیکره‌سازان و سایر هنرمندان، سبک‌ها و مکتب‌ها، اسلوب‌ها و مواد و ابزار، اصطلاحات فنی و زیبایی‌شناسی است.
«پیوست ۱» با عنوان «تاریخ‌شناسی» در قالب مقالاتی، تحولات هنر در ادوار تاریخی را بررسی می‌کند. «پیوست ۲» به مضمون‌های به‌کار رفته در هنر جوامع مختلف مانند: شخصیت‌های مذهبی یا ادبی، خدایان، رویدادها، نمادها اختصاص دارد. «پیوست ۳» با بیش از ۱۵۷۰ واژه بیگانه و معادل فارسی آن‌ها، اطلاعات دیگری را در این زمینه ارائه می‌دهد. بخش قابل ملاحظه‌ای از مطالب این دائرةالمعارف به ایران و به ویژه هنر معاصر ایران اختصاص دارد.
مطالب این کتاب در بیش از ۱۰۰۰ صفحه نگاشته شده‌است.

## فهرست مطالب
- پیش‌گفتار
- راهنمای استفاده از دائرةالمعارف

1. بدنه دائرةالمعارف (الف تا ی)، ۲۵۳۷ مدخل
2. تصاویر رنگی، ۸۴۴ تصویر سیاه و سفید و ۱۶۰ تصویر رنگی
3. پیوست ۱ (تاریخ‌شناسی)، ۵۵ مدخل
4. پیوست ۲ (مضمون‌شناسی)، ۲۶۳ مدخل
5. پیوست ۳ (واژه‌نامه)، ۱۵۷۰ واژه (بیشترشان انگلیسی) و برابر فارسی آنها

- فهرست مدخل‌های ویژه ایران

## نسخه سه‌جلدی
پس از انتشار دائرةالمعارف هنر یک‌جلدی که در سال ۱۳۷۸ منتشر شد و با استقبال دانشجویان و اهل هنر مواجه گردید، ناشر را واداشت به عهدی که در «سخن ناشر» دائرةالمعارف داده بود عمل کند:
شکل و حدود فعلی این اثر در حکم یک کار پایه است و ناشر امیدوار است به همت بلند مؤلف بتواند در آینده اثری جامع‌تر به جامعهٔ علمی و هنری ایران تقدیم کند.
مقدمات کار از سال ۱۳۸۳ در انتشارات فرهنگ معاصر آماده شد و طرح اجرای «دائرةالمعارف بزرگ هنر» آغاز شد و این اثر که در واقع نسخه‌ی سه‌جلدی دائرةالمعارف هنر بود، در پایان سال ۹۴ به سامان رسید و اولین چاپ آن در سال ۱۳۹۵ منتشر شد.
ویراست جدید دائرةالمعارف هنر از بخش اصلی (بدنه) و بخش های فرعی (پیوست) تشکیل یافته است و هر بخش ترتیب الفبایی جداگانه دارد. مدخل‌های بدنه (از الف تا ی) در جلدهای یکم و دوم و پیوست‌ها در جلد سوم جای گرفته‌اند. گستره این دائرةالمعارف شامل مقولات نقاشی، پیکره‌سازی، طراحی گرافیک، عکاسی، رسانه‌های نو، تصویرگری، چاپگری و طنزنگاری است. همچنین در جلدهای سه‌گانهٔ آن اطلاعات سودمندی در زمینه‌های طراحی صنعتی، معماری، خوشنویسی، سفالگری و برخی هنرهای سنتی می‌توان یافت.
دو جلد بدنه مجموعه حاوی ۵۶۳۷ مدخل، ۱۱۴۳ تصویر سیاه و سفید و ۳۷۴ تصویر رنگی است. در مدخل‌ها اطلاعات برگزیده‌ای درباره هنرمندان، هنری‌نویسان، نظریه‌پردازان، سبک‌ها، جنبش‌ها، گروه‌ها، رسانه‌ها، اسلوب‌ها و اصطلاحات هنری عرضه شده است. از منابع متعددی در تألیف دائرةالمعارف استفاده شده است. اختصاص بیش از ۷۰۰ مدخل به معرفی هنرمندان ایرانی معاصر از جمله ویژگی‌های بخش اصلی دائرةالمعارف است. در انتخاب این گروه از هنرمندان صرف زمان شروع فعالیت آنان (پیش از سال ۱۳۷۷) را مبنا قرار داده شده است. پیوست یکم در جلد سوم عنوان «تاریخ شناسی» دارد و حاوی ۱۱۰ مقاله مصور درباره تاریخ تحولات هنر در جوامع مختلف جهان است. در این مجموعه به‌ویژه هنر امروز کشورهای اروپایی، آسیایی، آمریکای لاتین، شمال آفریقا و خاورمیانه بررسی شده است.
در میان نوشتارهای مربوط به ایران، مقاله «هنر امروز ایران» اختصاص به هنرمندان و گفتمان هنری پس از سال ۱۳۷۷ پرداخته است. تصویرهای سیاه سفید مرتبط با متن (که شمار آنها به ۴۲۷ می‌رسد) و نیز در مواردی تصاویر رنگی ارجاع شده به جلدهای یکم و دوم دائرةالمعارف، اطلاعات موجود در نوشتارهای این بخش را تکمیل می‌کنند. پیوست دوم در جلد سوم تحت عنوان «مضمون شناسی» به موضوع‌ها و مواد تصویری معمول در آثار هنری جوامع مختلف اختصاص یافته و شامل ۳۷۹ مدخل است. این موضوعات و مواد تصویری بسیار گوناگون و عمدتاً مشتملند بر شخصیت‌های مذهبی یا ادبی، خدایان و الاهگان، جانوران، رویدادها، صحنه‌ها و نمادها.